# زمین‌لغزش ۲۰۲۴ ویاناد
در ساعات اولیهٔ ۳۰ ژوئیه ۲۰۲۴، زمین‌لغزش‌های متعددی در روستاهای ناحیه ویاناد در کرالا، هند رخ داد. بیش از ۴۰۰ کشته و بیش از ۳۹۰ زخمی در اثر این زمین‌لغزش گزارش شد.
این رخدادها مرگ‌بارترین زمین‌لغزش‌ها در تاریخ کرالا هستند. این فاجعه با سیل مرگبار ۲۰۱۸ کرالا مقایسه شده است که جان بیش از ۵۰۰ نفر را گرفت. رانش زمین یکی از چندین رخداد شدید آب و هوایی است که در سال‌های اخیر در هند رخ داده است.

## نگارخانه

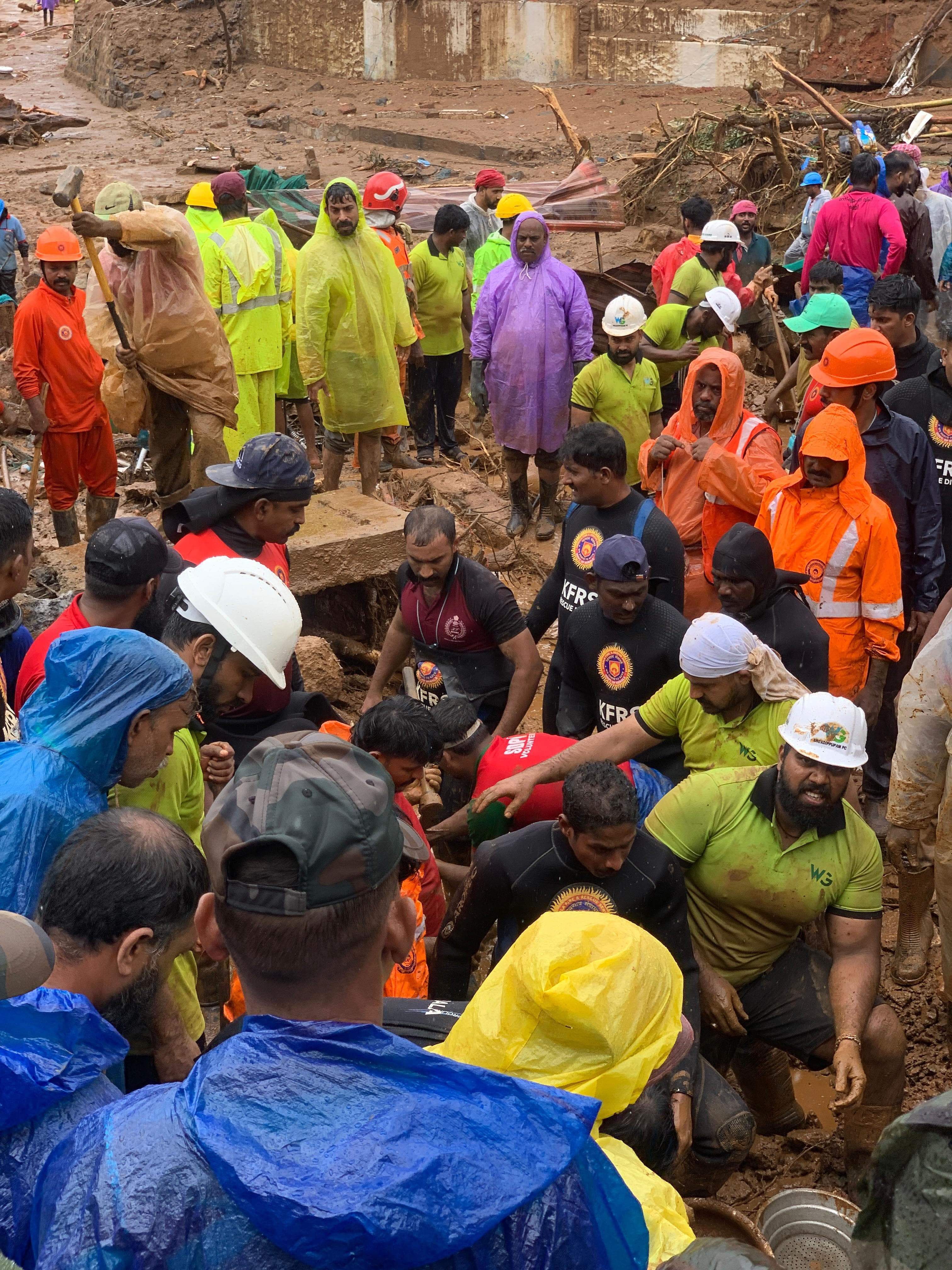
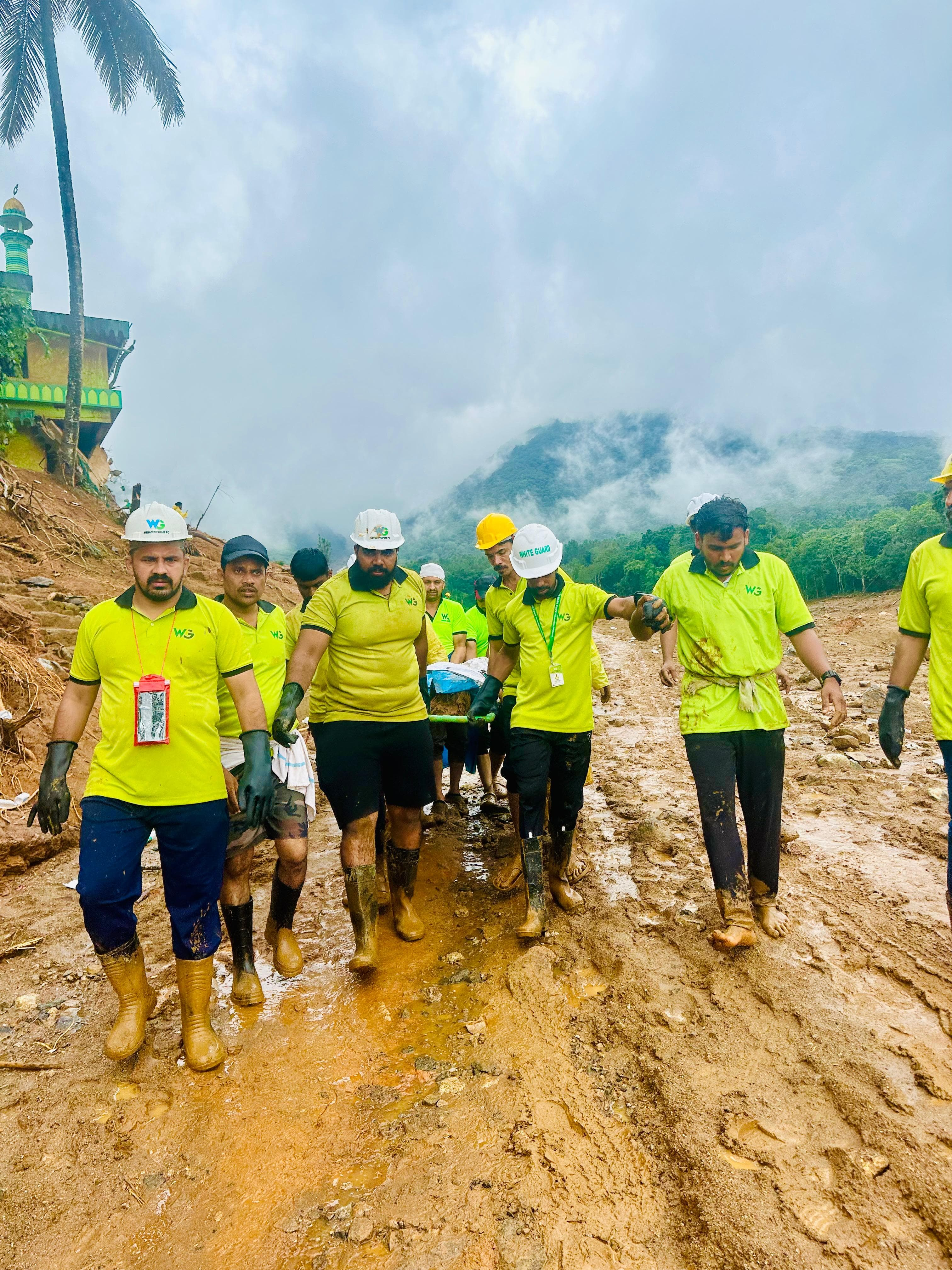
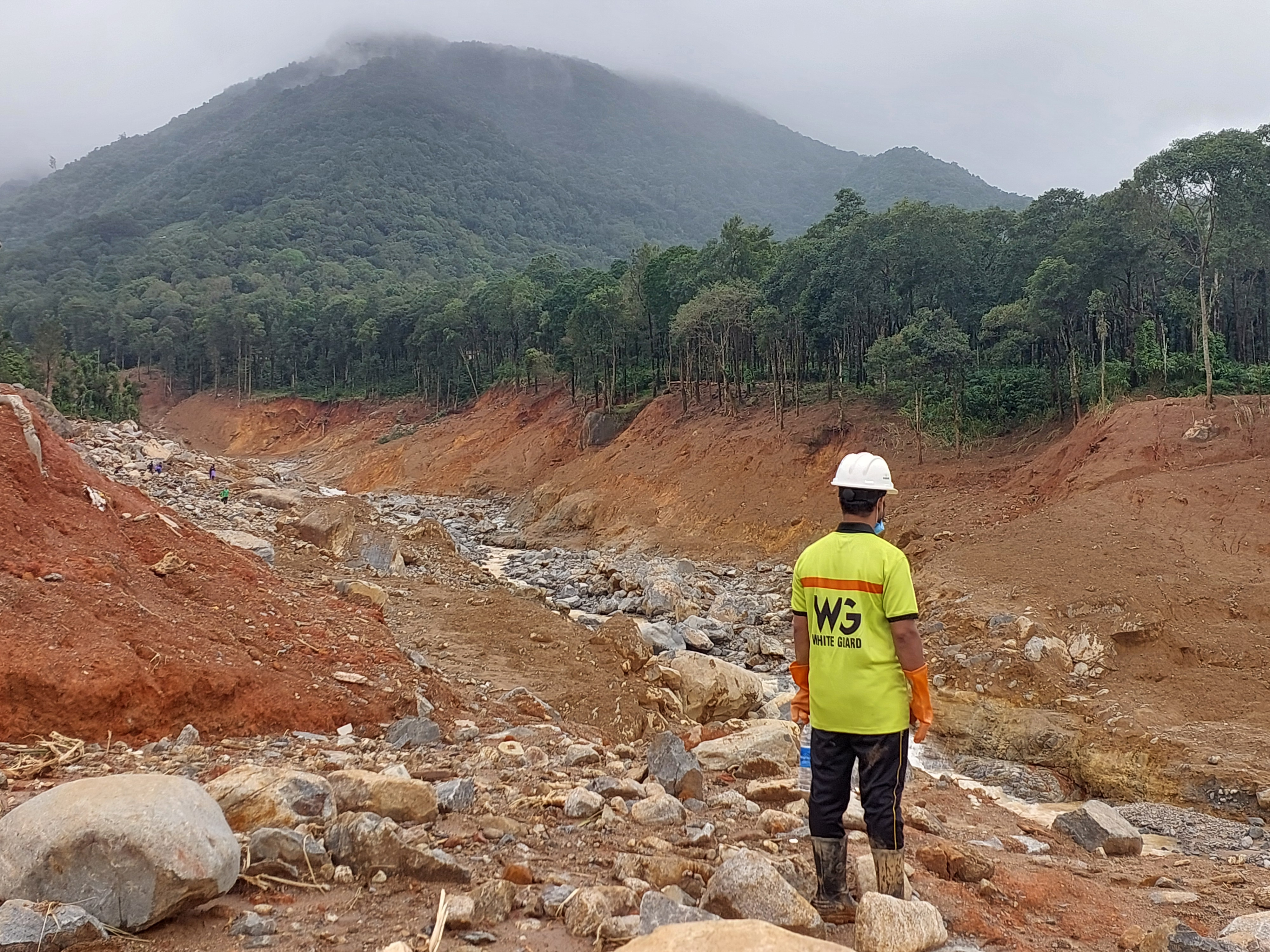
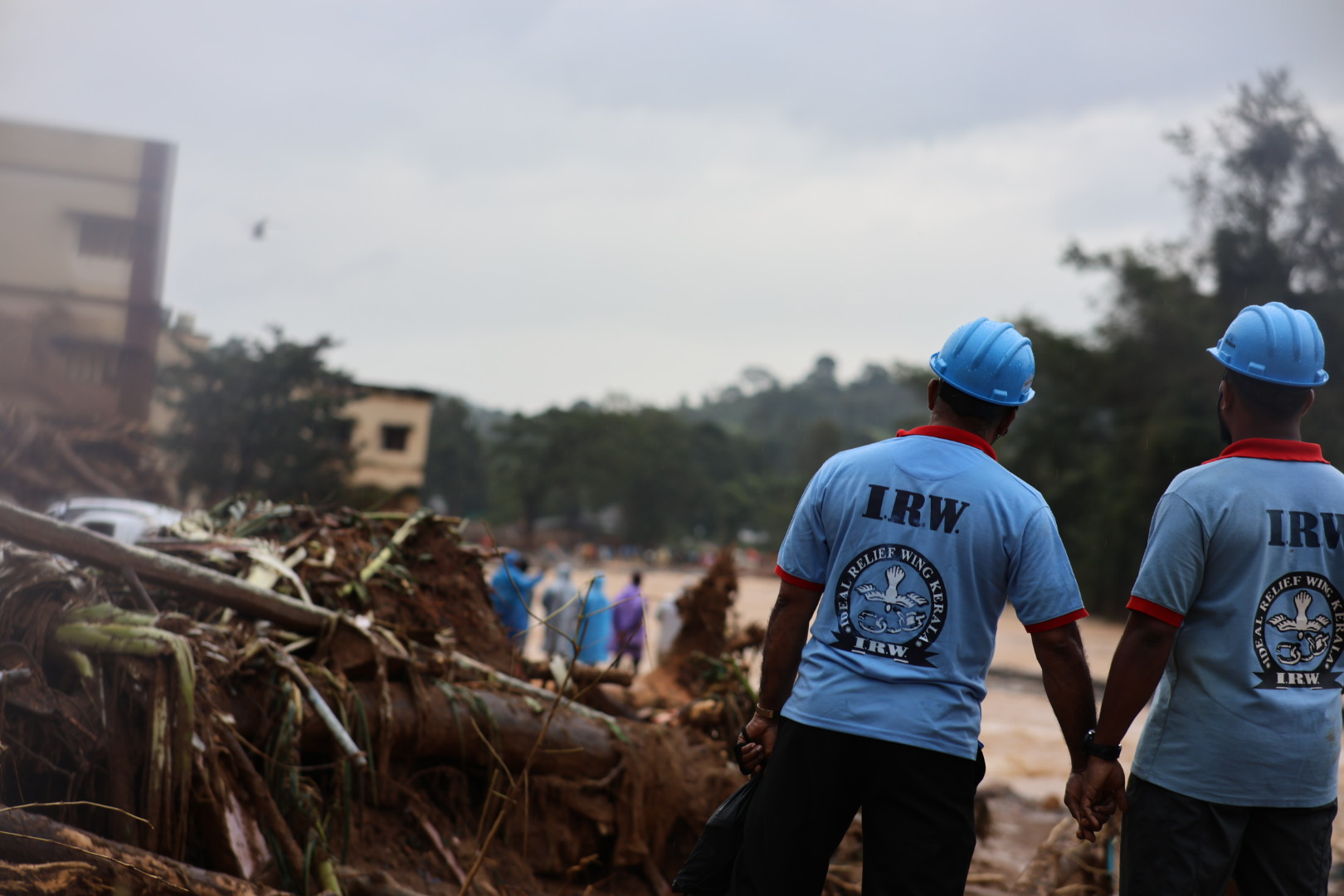
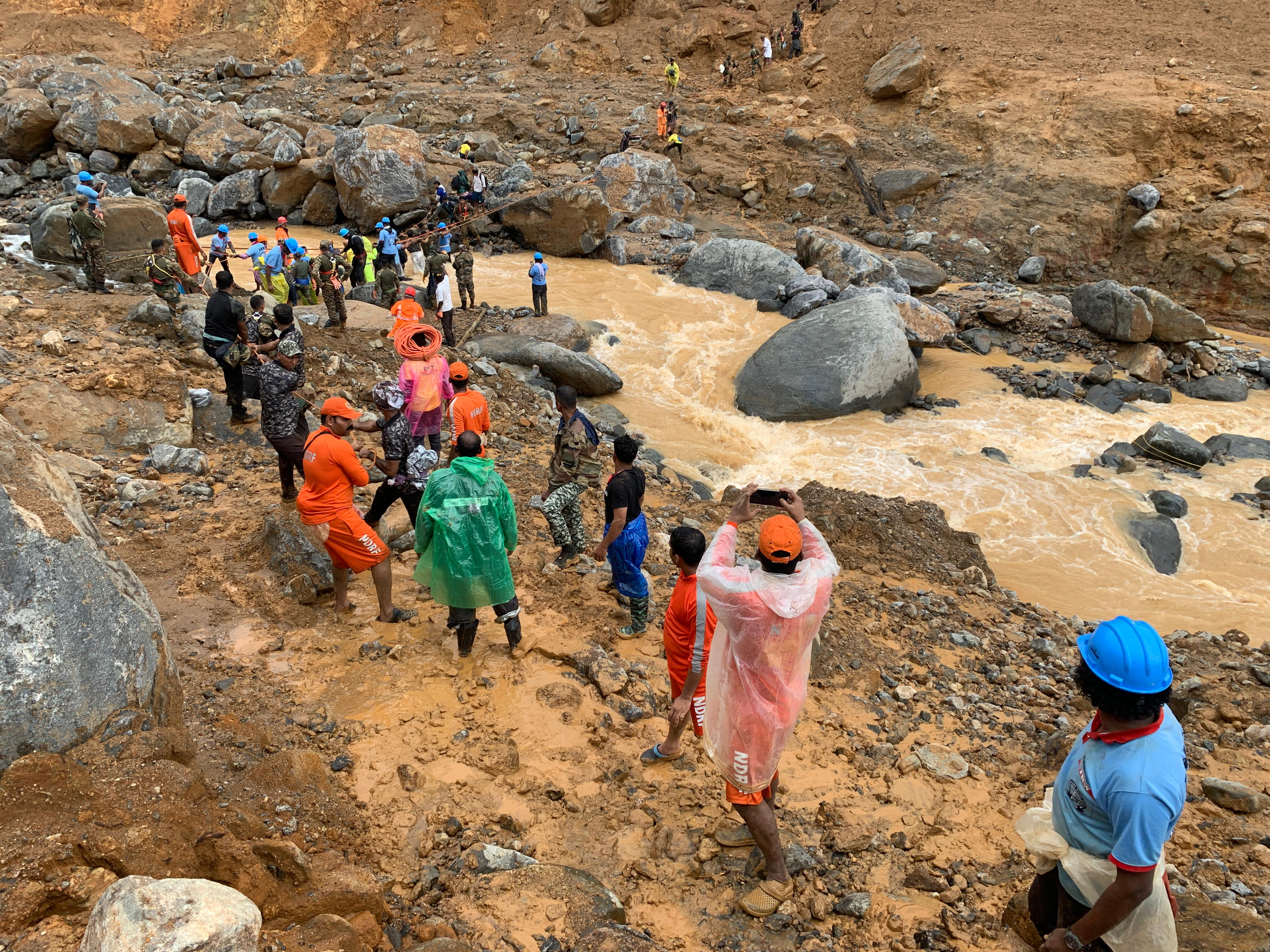
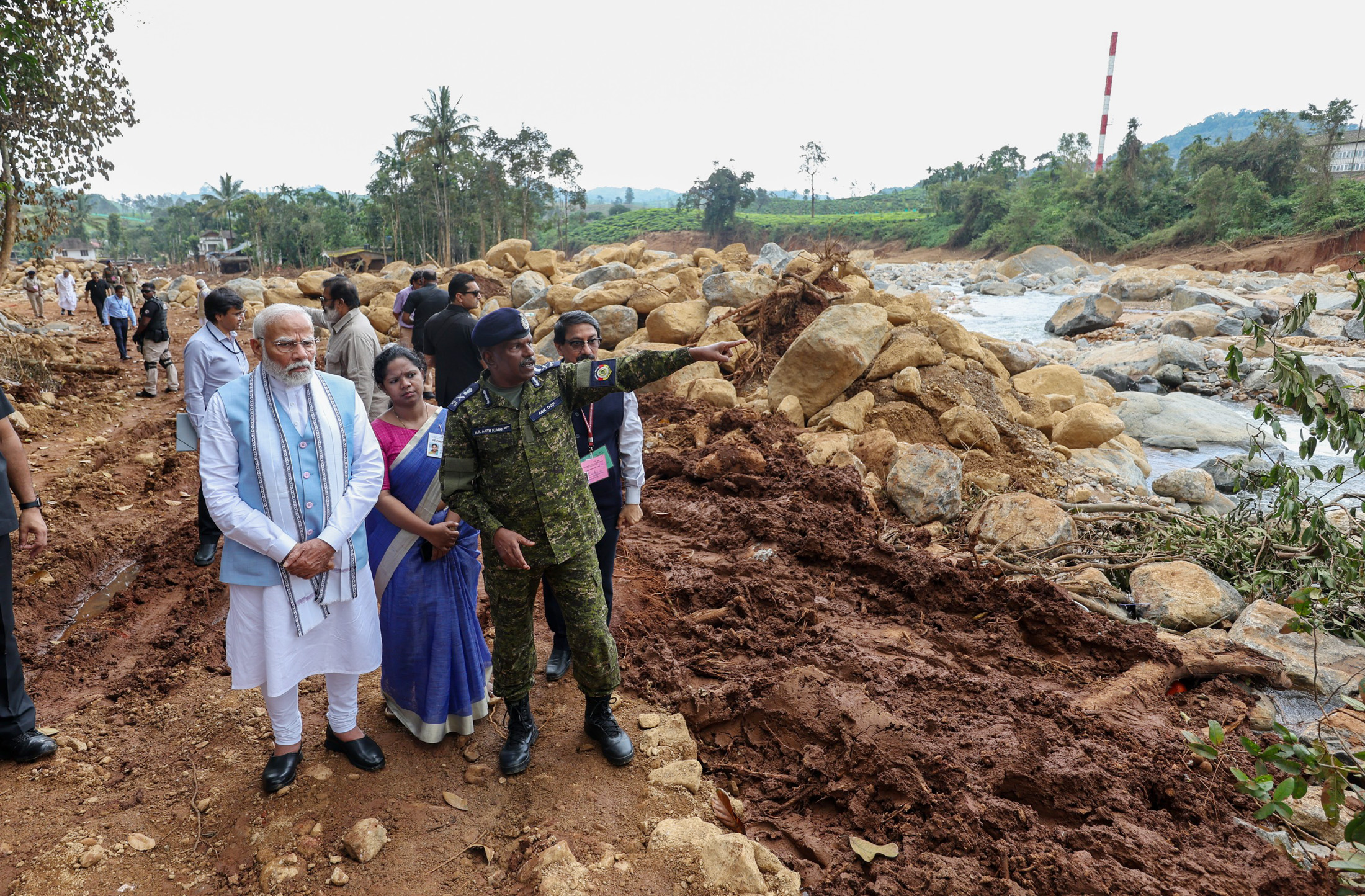